# Lykhivka
Lykhivka (en ukrainien : Лихівка) ou Likhovka (en russe : Лиховка) est une commune urbaine de l'oblast de Dnipropetrovsk, en Ukraine. Sa population s'élevait à 2 076 habitants en 2013.

## Géographie
Lykhivka est située à 33 km au nord-est de Piatykhatky, à 82 km au nord-ouest de Dnipro et à 314 km au sud-est de Kiev.

## Histoire
La zone où est située le village Lykhivka était habitée à l'âge du bronze, comme l'attestent des tumuli funéraires remontant aux XIIIe  –  IXe siècle av. J.-C.. Des documents écrits montrent l'installation de Cosaques zaporogues vers 1740, donnant naissance au sloboda Omel'nyk, qui reçut son nom de la rivière qui l'arrosait. En 1859, le village comptait 2 692 habitants, en 1886, 3 042 habitants. Le village accéda au statut de commune urbaine en 1957.

## Population
Recensements (*) ou estimations de la population :
| 1959* | 1970* | 1979* | 2001* |
| ----- | ----- | ----- | ----- |
| 6 145 | 4 190 | 3 045 | 2 508 |

| 2010  | 2011  | 2012  | 2013  |
| ----- | ----- | ----- | ----- |
| 2 129 | 2 093 | 2 053 | 2 076 |

## Transports
Lykhivka se trouve à 45 km de Piatykhatky par la route.

## Personnalités
- Alexandre Grossheim, botaniste soviétique